# Världsmästerskapet i schack 1985
Världsmästerskapet i schack 1985 var en titelmatch mellan den regerande världsmästaren Anatolij Karpov och utmanaren Garri Kasparov. Den spelades i Moskva mellan den 3 september och 9 november 1985. Matchen spelades över 24 partier och slutade med en seger för Kasparov som blev den trettonde och yngste världsmästaren (22 år).

## Bakgrund
Matchen var en omstart av VM-matchen 1984 som hade avbrutits efter fem månaders spel. Nu började man om med nya regler som stipulerade maximalt 24 partier.
Stämningen var frostig mellan spelarna, och mellan Kasparov och FIDE, efter det kontroversiella slutet på den förra VM-matchen. Det fanns också politiska spänningar där Karpov sågs som en lojal representant för det sovjetiska kommunistpartiet medan Kasparov symboliserade förändringarna som skedde under Michail Gorbatjov.
Det var spänningar som levde kvar under senare matcher mellan Kasparov och Karpov. Kasparov bröt också med FIDE inför världsmästerskapet i schack 1993 vilket ledde till splittringen av VM-titeln. Under 2010-talet lämnade Kasparov Ryssland på grund av rädsla för förföljelse. Karpov gjorde en politisk karriär och blev ledamot av den ryska duman. Efter Rysslands invasion av Ukraina 2022 blev Karpov sanktionerad av Europeiska unionen och fråntagen sitt uppdrag som ambassadör för FIDE.

## Regler
Reglerna var i huvudsak en återgång till de som gällt innan Bobby Fischer förhandlade fram ändringar i den aldrig spelade VM-matchen 1975. Matchen spelades som bäst av 24 partier. Vid oavgjort resultat (12–12) skulle den regerande mästaren behålla titeln. Dessutom hade den regerande mästaren rätt till en returmatch året efter om han förlorade. En skillnad var att den förste att vinna sex partier också skulle vinna matchen. 
Dragserien var 40 drag på två och en halv timme. Partierna avbröts efter 40 drag och spelades klart dagen efter.

## Resultat
| Namn            | Rating | Parti | Parti | Parti | Parti | Parti | Parti | Parti | Parti | Parti | Parti | Parti | Parti | Parti | Parti | Parti | Parti | Parti | Parti | Parti | Parti | Parti | Parti | Parti | Parti | Poäng |
| Namn            | Rating | 1     | 2     | 3     | 4     | 5     | 6     | 7     | 8     | 9     | 10    | 11    | 12    | 13    | 14    | 15    | 16    | 17    | 18    | 19    | 20    | 21    | 22    | 23    | 24    | Poäng |
| --------------- | ------ | ----- | ----- | ----- | ----- | ----- | ----- | ----- | ----- | ----- | ----- | ----- | ----- | ----- | ----- | ----- | ----- | ----- | ----- | ----- | ----- | ----- | ----- | ----- | ----- | ----- |
| Anatolij Karpov | 2720   | 0     | ½     | ½     | 1     | 1     | ½     | ½     | ½     | ½     | ½     | 0     | ½     | ½     | ½     | ½     | 0     | ½     | ½     | 0     | ½     | ½     | 1     | ½     | 0     | 11    |
| Garri Kasparov  | 2700   | 1     | ½     | ½     | 0     | 0     | ½     | ½     | ½     | ½     | ½     | 1     | ½     | ½     | ½     | ½     | 1     | ½     | ½     | 1     | ½     | ½     | 0     | ½     | 1     | 13    |

## Partier
|   | a | b | c | d | e | f | g | h |   |
| 8 | a8 svart torn · d8 svart drottning · e8 svart torn · g8 svart kung · f7 svart bonde · g7 svart bonde · h7 svart bonde · a6 svart bonde · f6 svart springare · b5 svart bonde · c5 svart löpare · d5 vit bonde · f5 svart löpare · g5 vit löpare · a3 vit springare · c3 vit springare · d3 svart springare · f3 vit löpare · a2 vit bonde · b2 vit bonde · d2 vit drottning · f2 vit bonde · g2 vit bonde · h2 vit bonde · d1 vit torn · f1 vit torn · g1 vit kung | a8 svart torn · d8 svart drottning · e8 svart torn · g8 svart kung · f7 svart bonde · g7 svart bonde · h7 svart bonde · a6 svart bonde · f6 svart springare · b5 svart bonde · c5 svart löpare · d5 vit bonde · f5 svart löpare · g5 vit löpare · a3 vit springare · c3 vit springare · d3 svart springare · f3 vit löpare · a2 vit bonde · b2 vit bonde · d2 vit drottning · f2 vit bonde · g2 vit bonde · h2 vit bonde · d1 vit torn · f1 vit torn · g1 vit kung | a8 svart torn · d8 svart drottning · e8 svart torn · g8 svart kung · f7 svart bonde · g7 svart bonde · h7 svart bonde · a6 svart bonde · f6 svart springare · b5 svart bonde · c5 svart löpare · d5 vit bonde · f5 svart löpare · g5 vit löpare · a3 vit springare · c3 vit springare · d3 svart springare · f3 vit löpare · a2 vit bonde · b2 vit bonde · d2 vit drottning · f2 vit bonde · g2 vit bonde · h2 vit bonde · d1 vit torn · f1 vit torn · g1 vit kung | a8 svart torn · d8 svart drottning · e8 svart torn · g8 svart kung · f7 svart bonde · g7 svart bonde · h7 svart bonde · a6 svart bonde · f6 svart springare · b5 svart bonde · c5 svart löpare · d5 vit bonde · f5 svart löpare · g5 vit löpare · a3 vit springare · c3 vit springare · d3 svart springare · f3 vit löpare · a2 vit bonde · b2 vit bonde · d2 vit drottning · f2 vit bonde · g2 vit bonde · h2 vit bonde · d1 vit torn · f1 vit torn · g1 vit kung | a8 svart torn · d8 svart drottning · e8 svart torn · g8 svart kung · f7 svart bonde · g7 svart bonde · h7 svart bonde · a6 svart bonde · f6 svart springare · b5 svart bonde · c5 svart löpare · d5 vit bonde · f5 svart löpare · g5 vit löpare · a3 vit springare · c3 vit springare · d3 svart springare · f3 vit löpare · a2 vit bonde · b2 vit bonde · d2 vit drottning · f2 vit bonde · g2 vit bonde · h2 vit bonde · d1 vit torn · f1 vit torn · g1 vit kung | a8 svart torn · d8 svart drottning · e8 svart torn · g8 svart kung · f7 svart bonde · g7 svart bonde · h7 svart bonde · a6 svart bonde · f6 svart springare · b5 svart bonde · c5 svart löpare · d5 vit bonde · f5 svart löpare · g5 vit löpare · a3 vit springare · c3 vit springare · d3 svart springare · f3 vit löpare · a2 vit bonde · b2 vit bonde · d2 vit drottning · f2 vit bonde · g2 vit bonde · h2 vit bonde · d1 vit torn · f1 vit torn · g1 vit kung | a8 svart torn · d8 svart drottning · e8 svart torn · g8 svart kung · f7 svart bonde · g7 svart bonde · h7 svart bonde · a6 svart bonde · f6 svart springare · b5 svart bonde · c5 svart löpare · d5 vit bonde · f5 svart löpare · g5 vit löpare · a3 vit springare · c3 vit springare · d3 svart springare · f3 vit löpare · a2 vit bonde · b2 vit bonde · d2 vit drottning · f2 vit bonde · g2 vit bonde · h2 vit bonde · d1 vit torn · f1 vit torn · g1 vit kung | a8 svart torn · d8 svart drottning · e8 svart torn · g8 svart kung · f7 svart bonde · g7 svart bonde · h7 svart bonde · a6 svart bonde · f6 svart springare · b5 svart bonde · c5 svart löpare · d5 vit bonde · f5 svart löpare · g5 vit löpare · a3 vit springare · c3 vit springare · d3 svart springare · f3 vit löpare · a2 vit bonde · b2 vit bonde · d2 vit drottning · f2 vit bonde · g2 vit bonde · h2 vit bonde · d1 vit torn · f1 vit torn · g1 vit kung | 8 |
| 7 | a8 svart torn · d8 svart drottning · e8 svart torn · g8 svart kung · f7 svart bonde · g7 svart bonde · h7 svart bonde · a6 svart bonde · f6 svart springare · b5 svart bonde · c5 svart löpare · d5 vit bonde · f5 svart löpare · g5 vit löpare · a3 vit springare · c3 vit springare · d3 svart springare · f3 vit löpare · a2 vit bonde · b2 vit bonde · d2 vit drottning · f2 vit bonde · g2 vit bonde · h2 vit bonde · d1 vit torn · f1 vit torn · g1 vit kung | a8 svart torn · d8 svart drottning · e8 svart torn · g8 svart kung · f7 svart bonde · g7 svart bonde · h7 svart bonde · a6 svart bonde · f6 svart springare · b5 svart bonde · c5 svart löpare · d5 vit bonde · f5 svart löpare · g5 vit löpare · a3 vit springare · c3 vit springare · d3 svart springare · f3 vit löpare · a2 vit bonde · b2 vit bonde · d2 vit drottning · f2 vit bonde · g2 vit bonde · h2 vit bonde · d1 vit torn · f1 vit torn · g1 vit kung | a8 svart torn · d8 svart drottning · e8 svart torn · g8 svart kung · f7 svart bonde · g7 svart bonde · h7 svart bonde · a6 svart bonde · f6 svart springare · b5 svart bonde · c5 svart löpare · d5 vit bonde · f5 svart löpare · g5 vit löpare · a3 vit springare · c3 vit springare · d3 svart springare · f3 vit löpare · a2 vit bonde · b2 vit bonde · d2 vit drottning · f2 vit bonde · g2 vit bonde · h2 vit bonde · d1 vit torn · f1 vit torn · g1 vit kung | a8 svart torn · d8 svart drottning · e8 svart torn · g8 svart kung · f7 svart bonde · g7 svart bonde · h7 svart bonde · a6 svart bonde · f6 svart springare · b5 svart bonde · c5 svart löpare · d5 vit bonde · f5 svart löpare · g5 vit löpare · a3 vit springare · c3 vit springare · d3 svart springare · f3 vit löpare · a2 vit bonde · b2 vit bonde · d2 vit drottning · f2 vit bonde · g2 vit bonde · h2 vit bonde · d1 vit torn · f1 vit torn · g1 vit kung | a8 svart torn · d8 svart drottning · e8 svart torn · g8 svart kung · f7 svart bonde · g7 svart bonde · h7 svart bonde · a6 svart bonde · f6 svart springare · b5 svart bonde · c5 svart löpare · d5 vit bonde · f5 svart löpare · g5 vit löpare · a3 vit springare · c3 vit springare · d3 svart springare · f3 vit löpare · a2 vit bonde · b2 vit bonde · d2 vit drottning · f2 vit bonde · g2 vit bonde · h2 vit bonde · d1 vit torn · f1 vit torn · g1 vit kung | a8 svart torn · d8 svart drottning · e8 svart torn · g8 svart kung · f7 svart bonde · g7 svart bonde · h7 svart bonde · a6 svart bonde · f6 svart springare · b5 svart bonde · c5 svart löpare · d5 vit bonde · f5 svart löpare · g5 vit löpare · a3 vit springare · c3 vit springare · d3 svart springare · f3 vit löpare · a2 vit bonde · b2 vit bonde · d2 vit drottning · f2 vit bonde · g2 vit bonde · h2 vit bonde · d1 vit torn · f1 vit torn · g1 vit kung | a8 svart torn · d8 svart drottning · e8 svart torn · g8 svart kung · f7 svart bonde · g7 svart bonde · h7 svart bonde · a6 svart bonde · f6 svart springare · b5 svart bonde · c5 svart löpare · d5 vit bonde · f5 svart löpare · g5 vit löpare · a3 vit springare · c3 vit springare · d3 svart springare · f3 vit löpare · a2 vit bonde · b2 vit bonde · d2 vit drottning · f2 vit bonde · g2 vit bonde · h2 vit bonde · d1 vit torn · f1 vit torn · g1 vit kung | a8 svart torn · d8 svart drottning · e8 svart torn · g8 svart kung · f7 svart bonde · g7 svart bonde · h7 svart bonde · a6 svart bonde · f6 svart springare · b5 svart bonde · c5 svart löpare · d5 vit bonde · f5 svart löpare · g5 vit löpare · a3 vit springare · c3 vit springare · d3 svart springare · f3 vit löpare · a2 vit bonde · b2 vit bonde · d2 vit drottning · f2 vit bonde · g2 vit bonde · h2 vit bonde · d1 vit torn · f1 vit torn · g1 vit kung | 7 |
| 6 | a8 svart torn · d8 svart drottning · e8 svart torn · g8 svart kung · f7 svart bonde · g7 svart bonde · h7 svart bonde · a6 svart bonde · f6 svart springare · b5 svart bonde · c5 svart löpare · d5 vit bonde · f5 svart löpare · g5 vit löpare · a3 vit springare · c3 vit springare · d3 svart springare · f3 vit löpare · a2 vit bonde · b2 vit bonde · d2 vit drottning · f2 vit bonde · g2 vit bonde · h2 vit bonde · d1 vit torn · f1 vit torn · g1 vit kung | a8 svart torn · d8 svart drottning · e8 svart torn · g8 svart kung · f7 svart bonde · g7 svart bonde · h7 svart bonde · a6 svart bonde · f6 svart springare · b5 svart bonde · c5 svart löpare · d5 vit bonde · f5 svart löpare · g5 vit löpare · a3 vit springare · c3 vit springare · d3 svart springare · f3 vit löpare · a2 vit bonde · b2 vit bonde · d2 vit drottning · f2 vit bonde · g2 vit bonde · h2 vit bonde · d1 vit torn · f1 vit torn · g1 vit kung | a8 svart torn · d8 svart drottning · e8 svart torn · g8 svart kung · f7 svart bonde · g7 svart bonde · h7 svart bonde · a6 svart bonde · f6 svart springare · b5 svart bonde · c5 svart löpare · d5 vit bonde · f5 svart löpare · g5 vit löpare · a3 vit springare · c3 vit springare · d3 svart springare · f3 vit löpare · a2 vit bonde · b2 vit bonde · d2 vit drottning · f2 vit bonde · g2 vit bonde · h2 vit bonde · d1 vit torn · f1 vit torn · g1 vit kung | a8 svart torn · d8 svart drottning · e8 svart torn · g8 svart kung · f7 svart bonde · g7 svart bonde · h7 svart bonde · a6 svart bonde · f6 svart springare · b5 svart bonde · c5 svart löpare · d5 vit bonde · f5 svart löpare · g5 vit löpare · a3 vit springare · c3 vit springare · d3 svart springare · f3 vit löpare · a2 vit bonde · b2 vit bonde · d2 vit drottning · f2 vit bonde · g2 vit bonde · h2 vit bonde · d1 vit torn · f1 vit torn · g1 vit kung | a8 svart torn · d8 svart drottning · e8 svart torn · g8 svart kung · f7 svart bonde · g7 svart bonde · h7 svart bonde · a6 svart bonde · f6 svart springare · b5 svart bonde · c5 svart löpare · d5 vit bonde · f5 svart löpare · g5 vit löpare · a3 vit springare · c3 vit springare · d3 svart springare · f3 vit löpare · a2 vit bonde · b2 vit bonde · d2 vit drottning · f2 vit bonde · g2 vit bonde · h2 vit bonde · d1 vit torn · f1 vit torn · g1 vit kung | a8 svart torn · d8 svart drottning · e8 svart torn · g8 svart kung · f7 svart bonde · g7 svart bonde · h7 svart bonde · a6 svart bonde · f6 svart springare · b5 svart bonde · c5 svart löpare · d5 vit bonde · f5 svart löpare · g5 vit löpare · a3 vit springare · c3 vit springare · d3 svart springare · f3 vit löpare · a2 vit bonde · b2 vit bonde · d2 vit drottning · f2 vit bonde · g2 vit bonde · h2 vit bonde · d1 vit torn · f1 vit torn · g1 vit kung | a8 svart torn · d8 svart drottning · e8 svart torn · g8 svart kung · f7 svart bonde · g7 svart bonde · h7 svart bonde · a6 svart bonde · f6 svart springare · b5 svart bonde · c5 svart löpare · d5 vit bonde · f5 svart löpare · g5 vit löpare · a3 vit springare · c3 vit springare · d3 svart springare · f3 vit löpare · a2 vit bonde · b2 vit bonde · d2 vit drottning · f2 vit bonde · g2 vit bonde · h2 vit bonde · d1 vit torn · f1 vit torn · g1 vit kung | a8 svart torn · d8 svart drottning · e8 svart torn · g8 svart kung · f7 svart bonde · g7 svart bonde · h7 svart bonde · a6 svart bonde · f6 svart springare · b5 svart bonde · c5 svart löpare · d5 vit bonde · f5 svart löpare · g5 vit löpare · a3 vit springare · c3 vit springare · d3 svart springare · f3 vit löpare · a2 vit bonde · b2 vit bonde · d2 vit drottning · f2 vit bonde · g2 vit bonde · h2 vit bonde · d1 vit torn · f1 vit torn · g1 vit kung | 6 |
| 5 | a8 svart torn · d8 svart drottning · e8 svart torn · g8 svart kung · f7 svart bonde · g7 svart bonde · h7 svart bonde · a6 svart bonde · f6 svart springare · b5 svart bonde · c5 svart löpare · d5 vit bonde · f5 svart löpare · g5 vit löpare · a3 vit springare · c3 vit springare · d3 svart springare · f3 vit löpare · a2 vit bonde · b2 vit bonde · d2 vit drottning · f2 vit bonde · g2 vit bonde · h2 vit bonde · d1 vit torn · f1 vit torn · g1 vit kung | a8 svart torn · d8 svart drottning · e8 svart torn · g8 svart kung · f7 svart bonde · g7 svart bonde · h7 svart bonde · a6 svart bonde · f6 svart springare · b5 svart bonde · c5 svart löpare · d5 vit bonde · f5 svart löpare · g5 vit löpare · a3 vit springare · c3 vit springare · d3 svart springare · f3 vit löpare · a2 vit bonde · b2 vit bonde · d2 vit drottning · f2 vit bonde · g2 vit bonde · h2 vit bonde · d1 vit torn · f1 vit torn · g1 vit kung | a8 svart torn · d8 svart drottning · e8 svart torn · g8 svart kung · f7 svart bonde · g7 svart bonde · h7 svart bonde · a6 svart bonde · f6 svart springare · b5 svart bonde · c5 svart löpare · d5 vit bonde · f5 svart löpare · g5 vit löpare · a3 vit springare · c3 vit springare · d3 svart springare · f3 vit löpare · a2 vit bonde · b2 vit bonde · d2 vit drottning · f2 vit bonde · g2 vit bonde · h2 vit bonde · d1 vit torn · f1 vit torn · g1 vit kung | a8 svart torn · d8 svart drottning · e8 svart torn · g8 svart kung · f7 svart bonde · g7 svart bonde · h7 svart bonde · a6 svart bonde · f6 svart springare · b5 svart bonde · c5 svart löpare · d5 vit bonde · f5 svart löpare · g5 vit löpare · a3 vit springare · c3 vit springare · d3 svart springare · f3 vit löpare · a2 vit bonde · b2 vit bonde · d2 vit drottning · f2 vit bonde · g2 vit bonde · h2 vit bonde · d1 vit torn · f1 vit torn · g1 vit kung | a8 svart torn · d8 svart drottning · e8 svart torn · g8 svart kung · f7 svart bonde · g7 svart bonde · h7 svart bonde · a6 svart bonde · f6 svart springare · b5 svart bonde · c5 svart löpare · d5 vit bonde · f5 svart löpare · g5 vit löpare · a3 vit springare · c3 vit springare · d3 svart springare · f3 vit löpare · a2 vit bonde · b2 vit bonde · d2 vit drottning · f2 vit bonde · g2 vit bonde · h2 vit bonde · d1 vit torn · f1 vit torn · g1 vit kung | a8 svart torn · d8 svart drottning · e8 svart torn · g8 svart kung · f7 svart bonde · g7 svart bonde · h7 svart bonde · a6 svart bonde · f6 svart springare · b5 svart bonde · c5 svart löpare · d5 vit bonde · f5 svart löpare · g5 vit löpare · a3 vit springare · c3 vit springare · d3 svart springare · f3 vit löpare · a2 vit bonde · b2 vit bonde · d2 vit drottning · f2 vit bonde · g2 vit bonde · h2 vit bonde · d1 vit torn · f1 vit torn · g1 vit kung | a8 svart torn · d8 svart drottning · e8 svart torn · g8 svart kung · f7 svart bonde · g7 svart bonde · h7 svart bonde · a6 svart bonde · f6 svart springare · b5 svart bonde · c5 svart löpare · d5 vit bonde · f5 svart löpare · g5 vit löpare · a3 vit springare · c3 vit springare · d3 svart springare · f3 vit löpare · a2 vit bonde · b2 vit bonde · d2 vit drottning · f2 vit bonde · g2 vit bonde · h2 vit bonde · d1 vit torn · f1 vit torn · g1 vit kung | a8 svart torn · d8 svart drottning · e8 svart torn · g8 svart kung · f7 svart bonde · g7 svart bonde · h7 svart bonde · a6 svart bonde · f6 svart springare · b5 svart bonde · c5 svart löpare · d5 vit bonde · f5 svart löpare · g5 vit löpare · a3 vit springare · c3 vit springare · d3 svart springare · f3 vit löpare · a2 vit bonde · b2 vit bonde · d2 vit drottning · f2 vit bonde · g2 vit bonde · h2 vit bonde · d1 vit torn · f1 vit torn · g1 vit kung | 5 |
| 4 | a8 svart torn · d8 svart drottning · e8 svart torn · g8 svart kung · f7 svart bonde · g7 svart bonde · h7 svart bonde · a6 svart bonde · f6 svart springare · b5 svart bonde · c5 svart löpare · d5 vit bonde · f5 svart löpare · g5 vit löpare · a3 vit springare · c3 vit springare · d3 svart springare · f3 vit löpare · a2 vit bonde · b2 vit bonde · d2 vit drottning · f2 vit bonde · g2 vit bonde · h2 vit bonde · d1 vit torn · f1 vit torn · g1 vit kung | a8 svart torn · d8 svart drottning · e8 svart torn · g8 svart kung · f7 svart bonde · g7 svart bonde · h7 svart bonde · a6 svart bonde · f6 svart springare · b5 svart bonde · c5 svart löpare · d5 vit bonde · f5 svart löpare · g5 vit löpare · a3 vit springare · c3 vit springare · d3 svart springare · f3 vit löpare · a2 vit bonde · b2 vit bonde · d2 vit drottning · f2 vit bonde · g2 vit bonde · h2 vit bonde · d1 vit torn · f1 vit torn · g1 vit kung | a8 svart torn · d8 svart drottning · e8 svart torn · g8 svart kung · f7 svart bonde · g7 svart bonde · h7 svart bonde · a6 svart bonde · f6 svart springare · b5 svart bonde · c5 svart löpare · d5 vit bonde · f5 svart löpare · g5 vit löpare · a3 vit springare · c3 vit springare · d3 svart springare · f3 vit löpare · a2 vit bonde · b2 vit bonde · d2 vit drottning · f2 vit bonde · g2 vit bonde · h2 vit bonde · d1 vit torn · f1 vit torn · g1 vit kung | a8 svart torn · d8 svart drottning · e8 svart torn · g8 svart kung · f7 svart bonde · g7 svart bonde · h7 svart bonde · a6 svart bonde · f6 svart springare · b5 svart bonde · c5 svart löpare · d5 vit bonde · f5 svart löpare · g5 vit löpare · a3 vit springare · c3 vit springare · d3 svart springare · f3 vit löpare · a2 vit bonde · b2 vit bonde · d2 vit drottning · f2 vit bonde · g2 vit bonde · h2 vit bonde · d1 vit torn · f1 vit torn · g1 vit kung | a8 svart torn · d8 svart drottning · e8 svart torn · g8 svart kung · f7 svart bonde · g7 svart bonde · h7 svart bonde · a6 svart bonde · f6 svart springare · b5 svart bonde · c5 svart löpare · d5 vit bonde · f5 svart löpare · g5 vit löpare · a3 vit springare · c3 vit springare · d3 svart springare · f3 vit löpare · a2 vit bonde · b2 vit bonde · d2 vit drottning · f2 vit bonde · g2 vit bonde · h2 vit bonde · d1 vit torn · f1 vit torn · g1 vit kung | a8 svart torn · d8 svart drottning · e8 svart torn · g8 svart kung · f7 svart bonde · g7 svart bonde · h7 svart bonde · a6 svart bonde · f6 svart springare · b5 svart bonde · c5 svart löpare · d5 vit bonde · f5 svart löpare · g5 vit löpare · a3 vit springare · c3 vit springare · d3 svart springare · f3 vit löpare · a2 vit bonde · b2 vit bonde · d2 vit drottning · f2 vit bonde · g2 vit bonde · h2 vit bonde · d1 vit torn · f1 vit torn · g1 vit kung | a8 svart torn · d8 svart drottning · e8 svart torn · g8 svart kung · f7 svart bonde · g7 svart bonde · h7 svart bonde · a6 svart bonde · f6 svart springare · b5 svart bonde · c5 svart löpare · d5 vit bonde · f5 svart löpare · g5 vit löpare · a3 vit springare · c3 vit springare · d3 svart springare · f3 vit löpare · a2 vit bonde · b2 vit bonde · d2 vit drottning · f2 vit bonde · g2 vit bonde · h2 vit bonde · d1 vit torn · f1 vit torn · g1 vit kung | a8 svart torn · d8 svart drottning · e8 svart torn · g8 svart kung · f7 svart bonde · g7 svart bonde · h7 svart bonde · a6 svart bonde · f6 svart springare · b5 svart bonde · c5 svart löpare · d5 vit bonde · f5 svart löpare · g5 vit löpare · a3 vit springare · c3 vit springare · d3 svart springare · f3 vit löpare · a2 vit bonde · b2 vit bonde · d2 vit drottning · f2 vit bonde · g2 vit bonde · h2 vit bonde · d1 vit torn · f1 vit torn · g1 vit kung | 4 |
| 3 | a8 svart torn · d8 svart drottning · e8 svart torn · g8 svart kung · f7 svart bonde · g7 svart bonde · h7 svart bonde · a6 svart bonde · f6 svart springare · b5 svart bonde · c5 svart löpare · d5 vit bonde · f5 svart löpare · g5 vit löpare · a3 vit springare · c3 vit springare · d3 svart springare · f3 vit löpare · a2 vit bonde · b2 vit bonde · d2 vit drottning · f2 vit bonde · g2 vit bonde · h2 vit bonde · d1 vit torn · f1 vit torn · g1 vit kung | a8 svart torn · d8 svart drottning · e8 svart torn · g8 svart kung · f7 svart bonde · g7 svart bonde · h7 svart bonde · a6 svart bonde · f6 svart springare · b5 svart bonde · c5 svart löpare · d5 vit bonde · f5 svart löpare · g5 vit löpare · a3 vit springare · c3 vit springare · d3 svart springare · f3 vit löpare · a2 vit bonde · b2 vit bonde · d2 vit drottning · f2 vit bonde · g2 vit bonde · h2 vit bonde · d1 vit torn · f1 vit torn · g1 vit kung | a8 svart torn · d8 svart drottning · e8 svart torn · g8 svart kung · f7 svart bonde · g7 svart bonde · h7 svart bonde · a6 svart bonde · f6 svart springare · b5 svart bonde · c5 svart löpare · d5 vit bonde · f5 svart löpare · g5 vit löpare · a3 vit springare · c3 vit springare · d3 svart springare · f3 vit löpare · a2 vit bonde · b2 vit bonde · d2 vit drottning · f2 vit bonde · g2 vit bonde · h2 vit bonde · d1 vit torn · f1 vit torn · g1 vit kung | a8 svart torn · d8 svart drottning · e8 svart torn · g8 svart kung · f7 svart bonde · g7 svart bonde · h7 svart bonde · a6 svart bonde · f6 svart springare · b5 svart bonde · c5 svart löpare · d5 vit bonde · f5 svart löpare · g5 vit löpare · a3 vit springare · c3 vit springare · d3 svart springare · f3 vit löpare · a2 vit bonde · b2 vit bonde · d2 vit drottning · f2 vit bonde · g2 vit bonde · h2 vit bonde · d1 vit torn · f1 vit torn · g1 vit kung | a8 svart torn · d8 svart drottning · e8 svart torn · g8 svart kung · f7 svart bonde · g7 svart bonde · h7 svart bonde · a6 svart bonde · f6 svart springare · b5 svart bonde · c5 svart löpare · d5 vit bonde · f5 svart löpare · g5 vit löpare · a3 vit springare · c3 vit springare · d3 svart springare · f3 vit löpare · a2 vit bonde · b2 vit bonde · d2 vit drottning · f2 vit bonde · g2 vit bonde · h2 vit bonde · d1 vit torn · f1 vit torn · g1 vit kung | a8 svart torn · d8 svart drottning · e8 svart torn · g8 svart kung · f7 svart bonde · g7 svart bonde · h7 svart bonde · a6 svart bonde · f6 svart springare · b5 svart bonde · c5 svart löpare · d5 vit bonde · f5 svart löpare · g5 vit löpare · a3 vit springare · c3 vit springare · d3 svart springare · f3 vit löpare · a2 vit bonde · b2 vit bonde · d2 vit drottning · f2 vit bonde · g2 vit bonde · h2 vit bonde · d1 vit torn · f1 vit torn · g1 vit kung | a8 svart torn · d8 svart drottning · e8 svart torn · g8 svart kung · f7 svart bonde · g7 svart bonde · h7 svart bonde · a6 svart bonde · f6 svart springare · b5 svart bonde · c5 svart löpare · d5 vit bonde · f5 svart löpare · g5 vit löpare · a3 vit springare · c3 vit springare · d3 svart springare · f3 vit löpare · a2 vit bonde · b2 vit bonde · d2 vit drottning · f2 vit bonde · g2 vit bonde · h2 vit bonde · d1 vit torn · f1 vit torn · g1 vit kung | a8 svart torn · d8 svart drottning · e8 svart torn · g8 svart kung · f7 svart bonde · g7 svart bonde · h7 svart bonde · a6 svart bonde · f6 svart springare · b5 svart bonde · c5 svart löpare · d5 vit bonde · f5 svart löpare · g5 vit löpare · a3 vit springare · c3 vit springare · d3 svart springare · f3 vit löpare · a2 vit bonde · b2 vit bonde · d2 vit drottning · f2 vit bonde · g2 vit bonde · h2 vit bonde · d1 vit torn · f1 vit torn · g1 vit kung | 3 |
| 2 | a8 svart torn · d8 svart drottning · e8 svart torn · g8 svart kung · f7 svart bonde · g7 svart bonde · h7 svart bonde · a6 svart bonde · f6 svart springare · b5 svart bonde · c5 svart löpare · d5 vit bonde · f5 svart löpare · g5 vit löpare · a3 vit springare · c3 vit springare · d3 svart springare · f3 vit löpare · a2 vit bonde · b2 vit bonde · d2 vit drottning · f2 vit bonde · g2 vit bonde · h2 vit bonde · d1 vit torn · f1 vit torn · g1 vit kung | a8 svart torn · d8 svart drottning · e8 svart torn · g8 svart kung · f7 svart bonde · g7 svart bonde · h7 svart bonde · a6 svart bonde · f6 svart springare · b5 svart bonde · c5 svart löpare · d5 vit bonde · f5 svart löpare · g5 vit löpare · a3 vit springare · c3 vit springare · d3 svart springare · f3 vit löpare · a2 vit bonde · b2 vit bonde · d2 vit drottning · f2 vit bonde · g2 vit bonde · h2 vit bonde · d1 vit torn · f1 vit torn · g1 vit kung | a8 svart torn · d8 svart drottning · e8 svart torn · g8 svart kung · f7 svart bonde · g7 svart bonde · h7 svart bonde · a6 svart bonde · f6 svart springare · b5 svart bonde · c5 svart löpare · d5 vit bonde · f5 svart löpare · g5 vit löpare · a3 vit springare · c3 vit springare · d3 svart springare · f3 vit löpare · a2 vit bonde · b2 vit bonde · d2 vit drottning · f2 vit bonde · g2 vit bonde · h2 vit bonde · d1 vit torn · f1 vit torn · g1 vit kung | a8 svart torn · d8 svart drottning · e8 svart torn · g8 svart kung · f7 svart bonde · g7 svart bonde · h7 svart bonde · a6 svart bonde · f6 svart springare · b5 svart bonde · c5 svart löpare · d5 vit bonde · f5 svart löpare · g5 vit löpare · a3 vit springare · c3 vit springare · d3 svart springare · f3 vit löpare · a2 vit bonde · b2 vit bonde · d2 vit drottning · f2 vit bonde · g2 vit bonde · h2 vit bonde · d1 vit torn · f1 vit torn · g1 vit kung | a8 svart torn · d8 svart drottning · e8 svart torn · g8 svart kung · f7 svart bonde · g7 svart bonde · h7 svart bonde · a6 svart bonde · f6 svart springare · b5 svart bonde · c5 svart löpare · d5 vit bonde · f5 svart löpare · g5 vit löpare · a3 vit springare · c3 vit springare · d3 svart springare · f3 vit löpare · a2 vit bonde · b2 vit bonde · d2 vit drottning · f2 vit bonde · g2 vit bonde · h2 vit bonde · d1 vit torn · f1 vit torn · g1 vit kung | a8 svart torn · d8 svart drottning · e8 svart torn · g8 svart kung · f7 svart bonde · g7 svart bonde · h7 svart bonde · a6 svart bonde · f6 svart springare · b5 svart bonde · c5 svart löpare · d5 vit bonde · f5 svart löpare · g5 vit löpare · a3 vit springare · c3 vit springare · d3 svart springare · f3 vit löpare · a2 vit bonde · b2 vit bonde · d2 vit drottning · f2 vit bonde · g2 vit bonde · h2 vit bonde · d1 vit torn · f1 vit torn · g1 vit kung | a8 svart torn · d8 svart drottning · e8 svart torn · g8 svart kung · f7 svart bonde · g7 svart bonde · h7 svart bonde · a6 svart bonde · f6 svart springare · b5 svart bonde · c5 svart löpare · d5 vit bonde · f5 svart löpare · g5 vit löpare · a3 vit springare · c3 vit springare · d3 svart springare · f3 vit löpare · a2 vit bonde · b2 vit bonde · d2 vit drottning · f2 vit bonde · g2 vit bonde · h2 vit bonde · d1 vit torn · f1 vit torn · g1 vit kung | a8 svart torn · d8 svart drottning · e8 svart torn · g8 svart kung · f7 svart bonde · g7 svart bonde · h7 svart bonde · a6 svart bonde · f6 svart springare · b5 svart bonde · c5 svart löpare · d5 vit bonde · f5 svart löpare · g5 vit löpare · a3 vit springare · c3 vit springare · d3 svart springare · f3 vit löpare · a2 vit bonde · b2 vit bonde · d2 vit drottning · f2 vit bonde · g2 vit bonde · h2 vit bonde · d1 vit torn · f1 vit torn · g1 vit kung | 2 |
| 1 | a8 svart torn · d8 svart drottning · e8 svart torn · g8 svart kung · f7 svart bonde · g7 svart bonde · h7 svart bonde · a6 svart bonde · f6 svart springare · b5 svart bonde · c5 svart löpare · d5 vit bonde · f5 svart löpare · g5 vit löpare · a3 vit springare · c3 vit springare · d3 svart springare · f3 vit löpare · a2 vit bonde · b2 vit bonde · d2 vit drottning · f2 vit bonde · g2 vit bonde · h2 vit bonde · d1 vit torn · f1 vit torn · g1 vit kung | a8 svart torn · d8 svart drottning · e8 svart torn · g8 svart kung · f7 svart bonde · g7 svart bonde · h7 svart bonde · a6 svart bonde · f6 svart springare · b5 svart bonde · c5 svart löpare · d5 vit bonde · f5 svart löpare · g5 vit löpare · a3 vit springare · c3 vit springare · d3 svart springare · f3 vit löpare · a2 vit bonde · b2 vit bonde · d2 vit drottning · f2 vit bonde · g2 vit bonde · h2 vit bonde · d1 vit torn · f1 vit torn · g1 vit kung | a8 svart torn · d8 svart drottning · e8 svart torn · g8 svart kung · f7 svart bonde · g7 svart bonde · h7 svart bonde · a6 svart bonde · f6 svart springare · b5 svart bonde · c5 svart löpare · d5 vit bonde · f5 svart löpare · g5 vit löpare · a3 vit springare · c3 vit springare · d3 svart springare · f3 vit löpare · a2 vit bonde · b2 vit bonde · d2 vit drottning · f2 vit bonde · g2 vit bonde · h2 vit bonde · d1 vit torn · f1 vit torn · g1 vit kung | a8 svart torn · d8 svart drottning · e8 svart torn · g8 svart kung · f7 svart bonde · g7 svart bonde · h7 svart bonde · a6 svart bonde · f6 svart springare · b5 svart bonde · c5 svart löpare · d5 vit bonde · f5 svart löpare · g5 vit löpare · a3 vit springare · c3 vit springare · d3 svart springare · f3 vit löpare · a2 vit bonde · b2 vit bonde · d2 vit drottning · f2 vit bonde · g2 vit bonde · h2 vit bonde · d1 vit torn · f1 vit torn · g1 vit kung | a8 svart torn · d8 svart drottning · e8 svart torn · g8 svart kung · f7 svart bonde · g7 svart bonde · h7 svart bonde · a6 svart bonde · f6 svart springare · b5 svart bonde · c5 svart löpare · d5 vit bonde · f5 svart löpare · g5 vit löpare · a3 vit springare · c3 vit springare · d3 svart springare · f3 vit löpare · a2 vit bonde · b2 vit bonde · d2 vit drottning · f2 vit bonde · g2 vit bonde · h2 vit bonde · d1 vit torn · f1 vit torn · g1 vit kung | a8 svart torn · d8 svart drottning · e8 svart torn · g8 svart kung · f7 svart bonde · g7 svart bonde · h7 svart bonde · a6 svart bonde · f6 svart springare · b5 svart bonde · c5 svart löpare · d5 vit bonde · f5 svart löpare · g5 vit löpare · a3 vit springare · c3 vit springare · d3 svart springare · f3 vit löpare · a2 vit bonde · b2 vit bonde · d2 vit drottning · f2 vit bonde · g2 vit bonde · h2 vit bonde · d1 vit torn · f1 vit torn · g1 vit kung | a8 svart torn · d8 svart drottning · e8 svart torn · g8 svart kung · f7 svart bonde · g7 svart bonde · h7 svart bonde · a6 svart bonde · f6 svart springare · b5 svart bonde · c5 svart löpare · d5 vit bonde · f5 svart löpare · g5 vit löpare · a3 vit springare · c3 vit springare · d3 svart springare · f3 vit löpare · a2 vit bonde · b2 vit bonde · d2 vit drottning · f2 vit bonde · g2 vit bonde · h2 vit bonde · d1 vit torn · f1 vit torn · g1 vit kung | a8 svart torn · d8 svart drottning · e8 svart torn · g8 svart kung · f7 svart bonde · g7 svart bonde · h7 svart bonde · a6 svart bonde · f6 svart springare · b5 svart bonde · c5 svart löpare · d5 vit bonde · f5 svart löpare · g5 vit löpare · a3 vit springare · c3 vit springare · d3 svart springare · f3 vit löpare · a2 vit bonde · b2 vit bonde · d2 vit drottning · f2 vit bonde · g2 vit bonde · h2 vit bonde · d1 vit torn · f1 vit torn · g1 vit kung | 1 |
|   | a | b | c | d | e | f | g | h |   |

Ledningen i matchen skiftade flera gånger. 
Det mest kända partiet är det sextonde, där Kasparov tog ledningen för andra gången. I ett sicilianskt parti offrade Kasparov som svart en bonde för att ta initiativet. Karpov borde ha gett tillbaka bonden, men valde att hålla i den, vilket gav Kasparov möjlighet att placera en springare på fältet d3. Springaren liknades av kommentatorerna vid en åttaarmad bläckfisk eftersom den bevakade åtta viktiga fält och hindrade vit från att utveckla pjäserna. Karpov gav upp partiet efter 40 drag.
Inför det sista partiet behövde Karpov vinna för att utjämna matchen. Han spelade aggressivt på kungsangrepp men Kasparov kontrade med ett motangrepp och vann partiet.